# Avisa Relation oder Zeitung

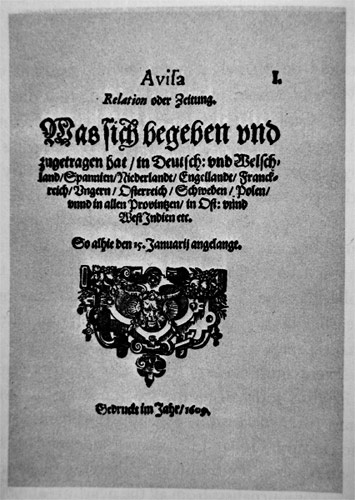
Avisa Relation oder Zeitung

A Avisa Relation oder Zeitung foi um dos primeiros jornais de notícias do mundo. Foi publicado em 1609 na cidade de Wolfenbüttel, Alemanha. O autor das primeiras impressões foi Lucas Schulte, e os jornais continham notícias coletadas em vários países e datavam o dia 15 de Janeiro. Sendo assim, é presumível que esta era a data da primeira impressão.
Alguns livros mencionam a Avisa como o primeiro jornal do mundo e antes do ano de 2005, havia uma disputa sobre qual jornal era o mais antigo do mundo, se era o  Avisa Relation oder Zeitung ou o ''Relation aller Fürnemmen und gedenckwürdigen Historien'', que foi impresso por Johann Carolus, na cidade de Estrasburgo. Acredita-se que ambos foram publicados em 1609, apesar de que novas evidências apontam que o Relations, tenha começado no ano de 1604.
Existem também opiniões, em que não consideram qualquer uma destas publicações, como jornais, devido ao seu formato. O autor Stanley Morison, faz comparações entre as publicações de  noticias semanais em formato de livros e as publicações de noticias em um formato um pouco maiores conhecidos como um quarto, para diferenciar os jornais dos livros.